# Ivan Mozžuchin

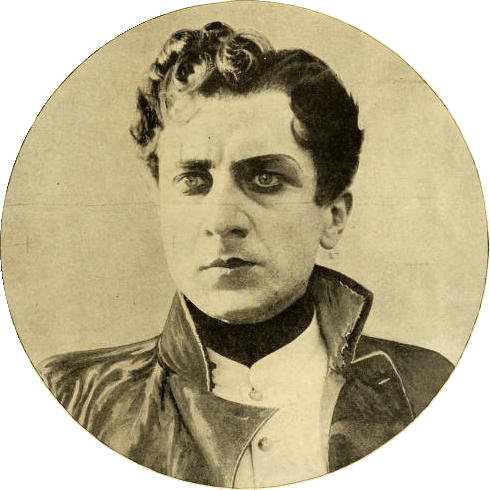
Ivan Mozžuchin (1917)

Ivan Il'ič Mozžuchin, francesizzato in Ivan Mosjoukine (in russo Иван Ильич Мозжухин?; Penza, 26 settembre 1889 – Neuilly-sur-Seine, 18 gennaio 1939), è stato un attore e regista russo naturalizzato francese negli anni venti.

## Biografia
Figlio di un'agiata famiglia russa, abbandonò gli studi di giurisprudenza per recarsi a Kiev e lì coltivare la sua grande passione per il teatro. Presto subì il fascino del cinema e, dopo alcune brevi comparse, esordì come attore in Sonata a Kreutzer (1911) di Pëtr Čardynin. Nel periodo pre-rivoluzionario si affermò lavorando soprattutto coi registi Evgenij Frančevič Bauer in La vita nella morte (1914) e Jakov Aleksandrovič Protazanov in La dama di picche (1916) e Andrej Kožuchov (1917).
Negli anni della rivoluzione e nell'incertezza produttiva che li accompagnò, Ivan Mozžuchin seguì l'onda migratoria che, al seguito dei grandi produttori Aleksandr Alekseevič Chanžonkov e Josif Nikolaevič Ermol'ev, coinvolse registi, attori e tecnici russi, portandoli prima in Crimea e, dal 1919, in diverse sedi europee. Mozžuchin, con la moglie Natalija Lisenko, seguì Ermol'ev a Parigi dove il produttore si insediò nei vecchi stabilimenti della Pathé, dove, nel 1922, Aleksandr Kamenka e Noel Bloch diedero vita alla Albatros. È qui che modificò il suo cognome in Mosjoukine; ma, a conferma dell'internazionalità della sua fama, sarà conosciuto anche come Moskine in Germania e Mozhukhin nel mondo di lingua anglosassone.
Il tema del distacco e della nostalgia per la patria fu al centro del primo film interpretato dall'attore in Francia, L'avventura angosciosa (1920) di Protazanov, che ne mise in mostra, ancora una volta, le notevoli capacità interpretative, a partire da una recitazione moderna, priva di forzature melodrammatiche, caratterizzata da espressioni e gesti misurati. È interessante come Lev Vladimirovič Kulešov, nel suo famoso esperimento, si sia servito proprio di una medesima espressione di Mozžuchin, alternata a diverse situazioni drammatiche, alle quali si adattava alla perfezione, per confermare le sue teorie sulla relativa irrilevanza dell'esperienza professionale dell'attore.
I film interpretati in Francia dall'attore furono quelli tipici dell'emigrazione russa: da un lato, per evidenti motivi commerciali, la rappresentazione dei classici della letteratura occidentale, come Kean (1924) di Aleksandr Volkov), dall'altro motivi legati alla tradizione e alla cultura russe. Appartiene a quest'ultima categoria uno dei due film diretti da Mozžuchin, Le Brasier ardent (1924), preceduto nel 1921 da L'Enfant du carnaval. In tutto questo periodo, in Russia la fama dell'attore rimase intatta, ed album ed almanacchi con le sue fotografie continuarono a trovare ampia diffusione.
Il tema della perdita d'identità fu centrale nel pirandelliano Il fu Mattia Pascal (1926), per cui Marcel L'Herbier lo volle nella parte del protagonista, e in cui l'attore diede, forse, il meglio di sé. Indimenticabile è la sua duplice interpretazione nello scontro fisico tra Adriano Meis e il suo alter ego Mattia, col suo carico di memoria e sofferenza, da cui Adriano si illude di essersi liberato per sempre, col cambiamento di nome e luogo.
Fu questo il canto del cigno per Mozžuchin. Mentre il flusso migratorio della comunità cinematografica russa tendeva a orientarsi in direzione delle nuove mecche del cinema, gli USA e gli stabilimenti Ufa in Germania, egli rimase a Parigi, dove le sue caratteristiche interpretative e l'imperfetta conoscenza del francese lo colsero impreparato ad affrontare la sfida rappresentata dall'avvento del sonoro. In un'epoca in cui, anche per motivi culturali, il divismo si coniugava quasi esclusivamente al femminile – Asta Nielsen, Lyda Borelli, Francesca Bertini, Musidora, Mia May, Louise Brooks e molte altre – Ivan Il'ič Mozžuchin fu forse, con le parziali eccezioni di Conrad Veidt e Emil Jannings, l'unico divo del cinema.
La sua stessa morte nel 1939, avvenuta nella miseria e nell'abbandono, è in qualche modo avvolta nel mistero (a causarne il decesso sarebbe probabilmente stata la tubercolosi). Fu raccontato che, nella squallida stanza in cui fu trovato morto, vi fossero molte lettere ancora sigillate di sue ammiratrici, che, tra somme di denaro ed effetti preziosi, contenevano una piccola fortuna.

## Filmografia
- Sonata a Kreutzer (Krejcerova sonata), regia di Pёtr Čardynin  (1911)
- Una vita per lo zar (Жизнь за царя / Zhizn' za tsarya), regia di Vasilij Gončarov (1911)
- I fratelli masnadieri (Brat'ja razbojniki), regia di Vasilij Gončarov (1912)
- Sorte di contadino (Krest'janskaja dolja), regia di Vasilij Gončarov (1912)
- Borgo operaio (Rabočaya slobodka), regia di Pëtr Čardynin (1912)
- La banconota falsa, (Falšivyi kupon), regia di Pëtr Čardynin (1913)
- Il precipizio (Obryv), regia di Pëtr Čardynin (1913)
- The Night Before Christmas - La veille de Noël (Notch pered rojdestvom / Ночь перед Рождеством), regia di Władysław Starewicz
- La casetta di Kolomna (Domik v Kolomne), regia di Pëtr Čardynin (1913)
- Una donna del futuro (Ženščina zavtrašnego dnja), regia di Pëtr Čardynin (1914)
- Gelosia (Revnost'), regia di Pëtr Čardynin (1914)
- Figlio di una grande città (Ditja bol'šogo goroda), regia di Evgenij Bauer (1914)
- Nelle mani d'un implacabile destino (V rukach bespoščadnogo roka), regia di Pëtr Čardynin (1914)
- Crisantemi (Chrizantemy), regia di Pëtr Čardynin (1914)
- Tainstvennyj nekto (1914)
- Ricordi? (Ty pomniš' li?), regia di Pëtr Čardynin (1914)
- Il monello (Sorvanec), regia di Pëtr Čardynin (1914)
- Una notte terribile (Zlaja noč), regia di Evgenij Bauer (1914)
- La crocerossina (Sestra miloserdija), regia di Pëtr Čardynin (1914)
- Gloria a noi, morte ai nemici (Slava nam, smert' vragam), regia di Evgenij Bauer (1914)
- La vita nella morte (Žizn'v smerti), regia di Evgenij Bauer (1914)
- Il suo eroico gesto (Ee geroiskij podvig), regia di Evgenij Bauer (1914)
- Il mistero dell'ambasciata di Germania (Tajna nemeckogo posolstva), regia di Evgenij Bauer (1914)
- Ruslan e Ludmilla (Ruslan i Ludmilla), regia di Ladislav Starevič (1915)
- Nataša Rostova, regia di Pëtr Čardynin (1915)
- Rinascita (Vozroždenie), regia di Pëtr Čardynin (1915)
- Nikolaj Stavrogin, regia di Jakov Protazanov (1915)
- I bassifondi di San Pietroburgo (Petersburgskie truščoby), regia di Pëtr Čardynin (1915)
- Il gabbiano (Čajka), regia di Jakov Protazanov (1915)
- In balia del peccato, (Vo vlasti grecha), regia di Jakov Protazanov (1916)
- La dama di picche (Pikovaja dama), regia di Jakov Protazanov (1916)
- In cima alla gloria (Na versine slavy), regia di Aleksandr Volkov (1916)
- Dietro lo schermo (Kulisy ekrana), regia di Aleksandr Volkov (1916)
- Il peccato (Gretch), regia di Jakov Protazanov (1916)
- Il procuratore (Prokuror), regia di Jakov Protazanov (1917)
- Andrei Kožuchov, regia di Jakov Protazanov (1917)
- Senza spargere sangue, regia di Jakov Protazanov (1917)
- Satana likujuščij, regia di Jakov Protazanov (1917)
- Otec Sergij, regia di Jakov Protazanov e Aleksandr Volkov (1918)
- Il segreto della regina, (Tajna korolevy), regia di Jakov Protazanov (1918)
- L'Angoissante aventure, regia di Jakov Protazanov (1920) (con il nome Ivan Mosjoukine)
- Justice d'abord, regia di Jakov Protazanov (1921)
- Tempêtes, regia di Robert Boudrioz (1922)
- Chlen parlamenta, regia di Jakov Protazanov (1923)
- La Maison du mystère, regia di Aleksandr Volkov (1923) (con il nome Ivan Mosjoukine)
- Le Brasier ardent, regia di Ivan Mosjoukine (1923)
- Kean o (Dèsordre et gènie - Kean), regia di Aleksandr Volkov (1924)  (con il nome Ivan Mosjoukine)
- Les Ombres qui passent, regia di Aleksandr Volkov (1924)  (con il nome Ivan Mosjoukine)
- Le Lion des Mogols, regia di Jean Epstein (1924) (con il nome Ivan Mosjoukine)
- Il fu Mattia Pascal (Feu Mathias Pascal), regia di Marcel L'Herbier (1926)  (con il nome Ivan Mosjoukine)
- Michele Strogoff, regia di Viktor Turžanskij (1926)
- Casanova, regia di Aleksandr Volkov (1927) (con il nome Ivan Mosjoukine)
- Prigionieri (Surrender), regia di Edward Sloman (1927)
- Il presidente di Costa Nueva, regia di Gennaro Righelli (1928) (con il nome Iwan Mosjoukine)
- Rouge et noir (Der geheime Kurier), regia di Gennaro Righelli (1928)
- Der Adjutant des Zaren, regia di Vladimir Striževskij (1929)
- Manolescu (Manolescu - Der König der Hochstapler), regia di Viktor Turžanskij (1929)
- Il diavolo bianco (Der weiße Teufel), regia di Aleksandr Volkov (1930) (con il nome Ivan Mosjukin)
- Sergeant X, regia di Vladimir Striževskij (versione tedesca) (1932)   (con il nome Ivan Mosjukin)
- Le Sergent X, regia di Vladimir Striževskij (versione francese) (1932)
- La Mille et deuxieme nuit, regia di Aleksandr Volkov (1933)
- L'Enfant du carnaval, regia di Aleksandr Volkov (1934)
- Nitchevo, regia di Jacques de Baroncelli (1936)